# امین سعید
امین سعید (۱۸۹۰، لاذقیه –۱۹۶۷، بحمدون) روزنامه‌نگار و تاریخ‌نگار سوری بود.

## زندگی و آثار
«امین بن محمد سعید بن حسن سعید» در لاذقیه به دنیا آمد. همان‌جا آموزش ابتدایی خود را آغاز کرد و در چاپخانهٔ کوچکی همراه پدرش کار کرد. در لاذقیه همچنین در هفته‌نامه‌ای مشغول به کار بود. به بیروت کوچید و در مدرسهٔ ازهری شیخ عباس تحصیل خود را ادامه داد. سپس به دمشق رفت و پس از آن به قاهره. مجله الشرق الأدنی را مدتی نشر داد، سپس به دمشق بازگشت و روزنامهٔ الکفاح را منتشر ساخت. انقلاب بزرگ عربی در سه جلد، پادشاهان معاصر مسلمان و حکومت‌هایشان، تاریخ حکومت سعودی در دو جلد،تاریخ اسلام سیاسی، روزگار بغداد از آثار اوست.